# Rathausplatz

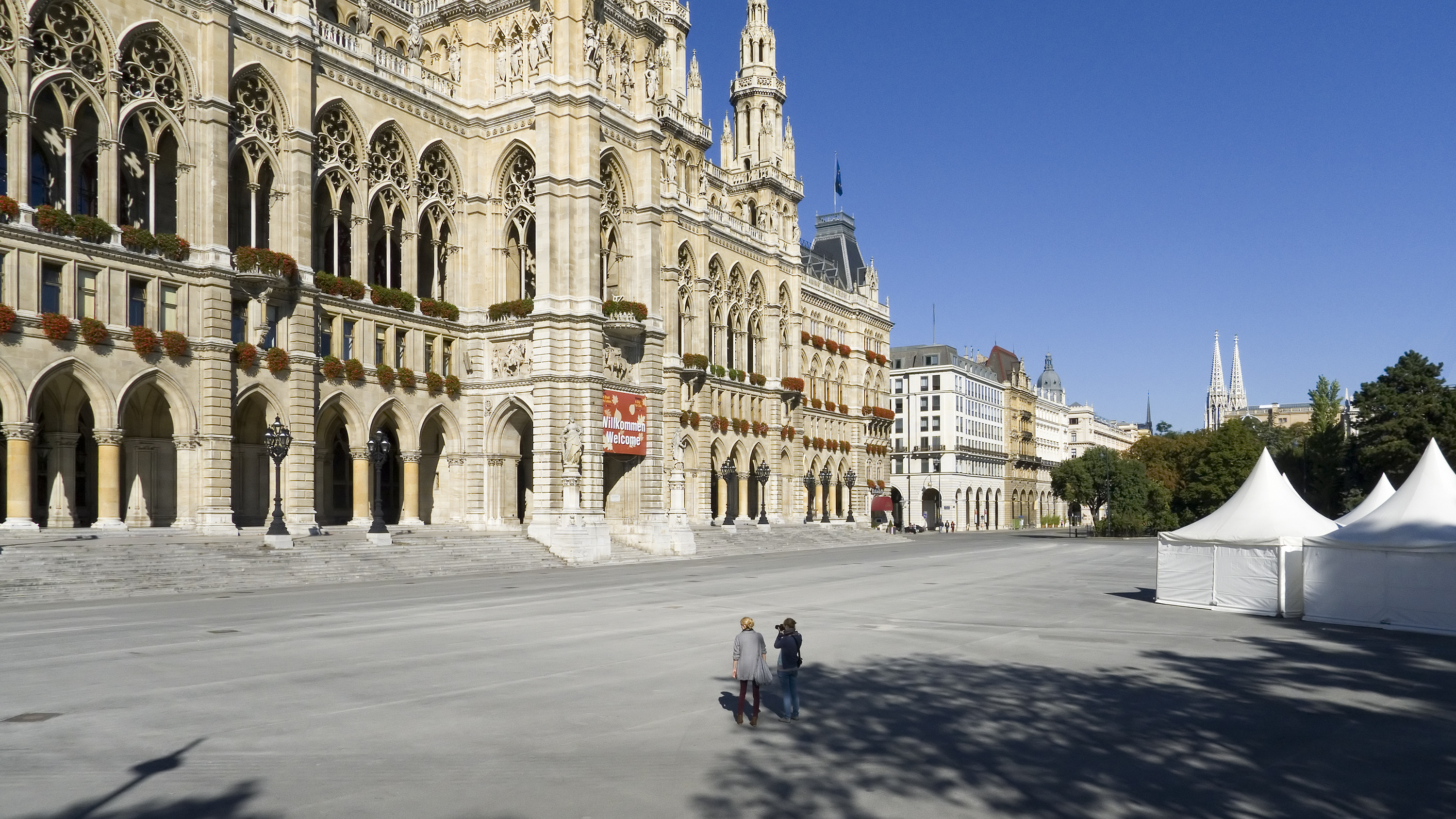
De Rathausplatz in Wenen

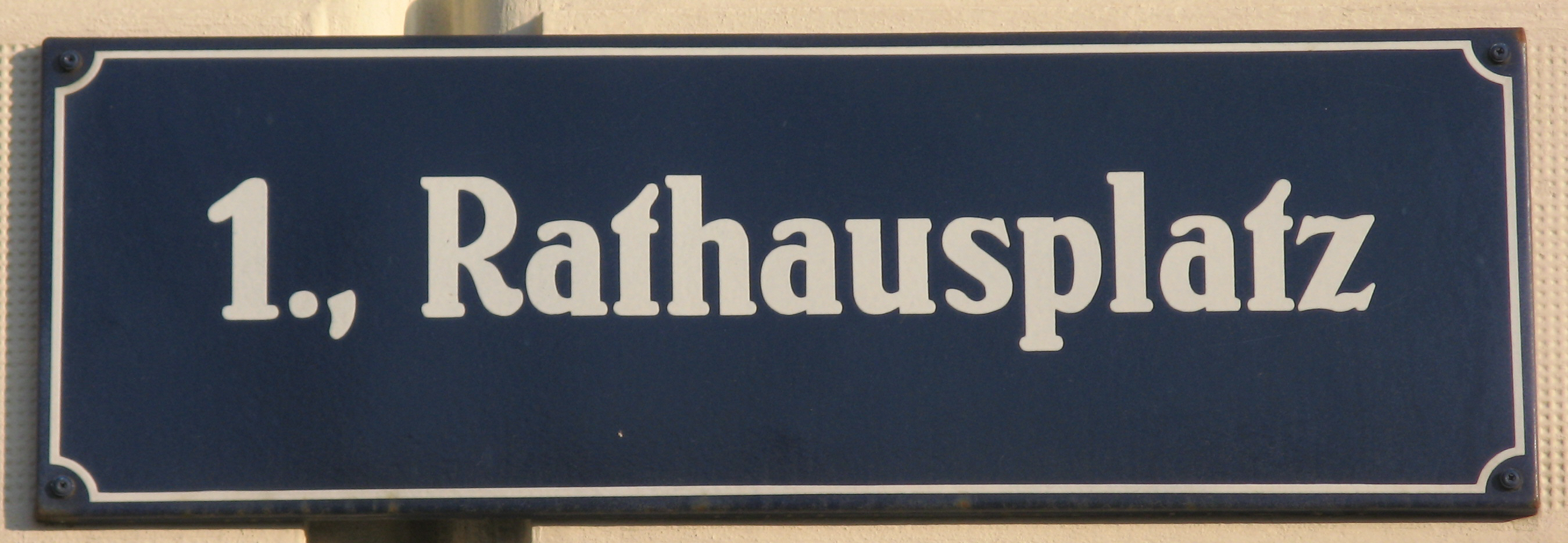
Straatnaambord Rathausplatz

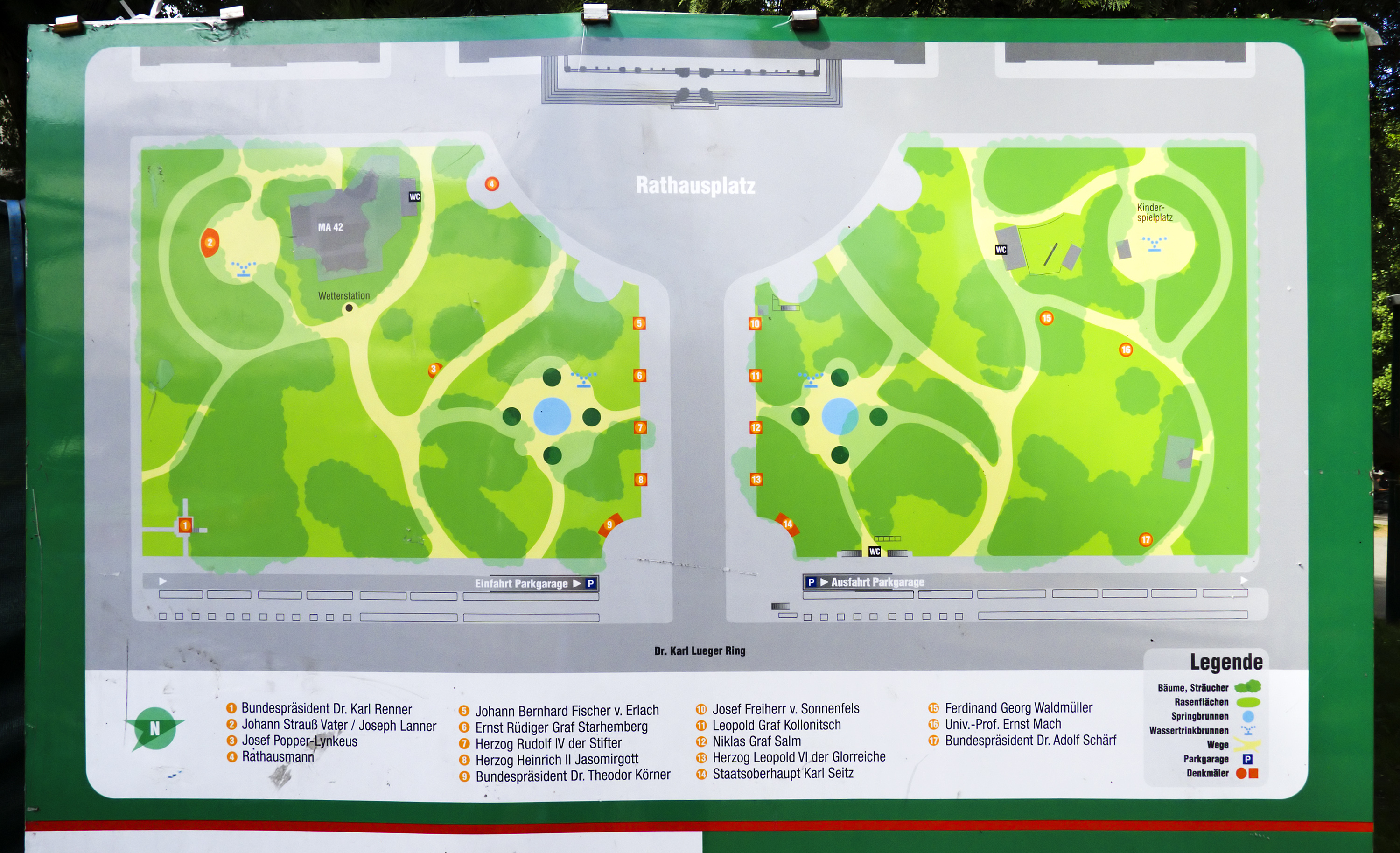
Plattegrond

De Rathausplatz is een plein in Wenen, centraal gelegen, in de Innere Stadt. Aan het plein bevindt zich het Wiener Rathaus, het stadhuis van de stad, het hoofdgebouw van de Universiteit van Wenen en een zijgevel van het Parlementsgebouw. Aan de overzijde van de aangrenzende Ringstraße staat het Burgtheater.
Twee derde van het vier hectare grote gebied worden ingenomen door het Rathauspark. Het deel vlak voor het Rathaus en een brede verbindingsstrook tussen Rathaus en het Burgtheater is bestraat. Hier en in het park bevindt zich een reeks monumenten, standbeelden en borstbeelden.
Het plein is aangelegd op een vlakte buiten de vestingmuren van de historische stad, op de plek waar de glacis van de vesting Wenen was gelegen. Vanwege de nabijheid van Josefstadt was de naam Josefstadter Glacis. Het terrein was na de afbraak van de vestingsmuren in gebruik als paradeplaats van het keizerlijk leger. Ook toen in 1858 de Ringstraße was aangelegd, bleef het uit militaire overwegingen aanvankelijk open terrein. Pas toen het leger zijn claim op het gebied had opgegeven, kon er een stedelijk ontwikkelingsplan voor uitgewerkt worden. De districtsgrenzen werden aangepast, waardoor het gebied bestuurlijk in de binnenstad kwam te liggen.
De Rathausplatz werd in 1870 aangelegd. In 1873 werd eerste steen voor het nieuwe stadhuis gelegd. In 1907, na de ambtstermijn van burgemeester Karl Lueger, werd het plein hernoemd in de Dr.-Karl-Lueger-Platz. Nadat de SPÖ in 1918 de verkiezingen won, begon de periode van het Rotes Wien. In 1925 kreeg het herdenkingsbeeld voor Lueger kreeg een minder prominente plaats op een andere pleintje, dat tot dan naamloos gebleven was en nu de naam van de voormalige burgemeester kreeg. Vanaf 1926 werd het plein voor het stadhuis weer Rathausplatz genoemd. Van 1938, het jaar van de Anschluß, tot 1945 was de naam Adolf-Hitler-Platz. Sinds 1945 heet het wederom Rathausplatz.